# Khartum

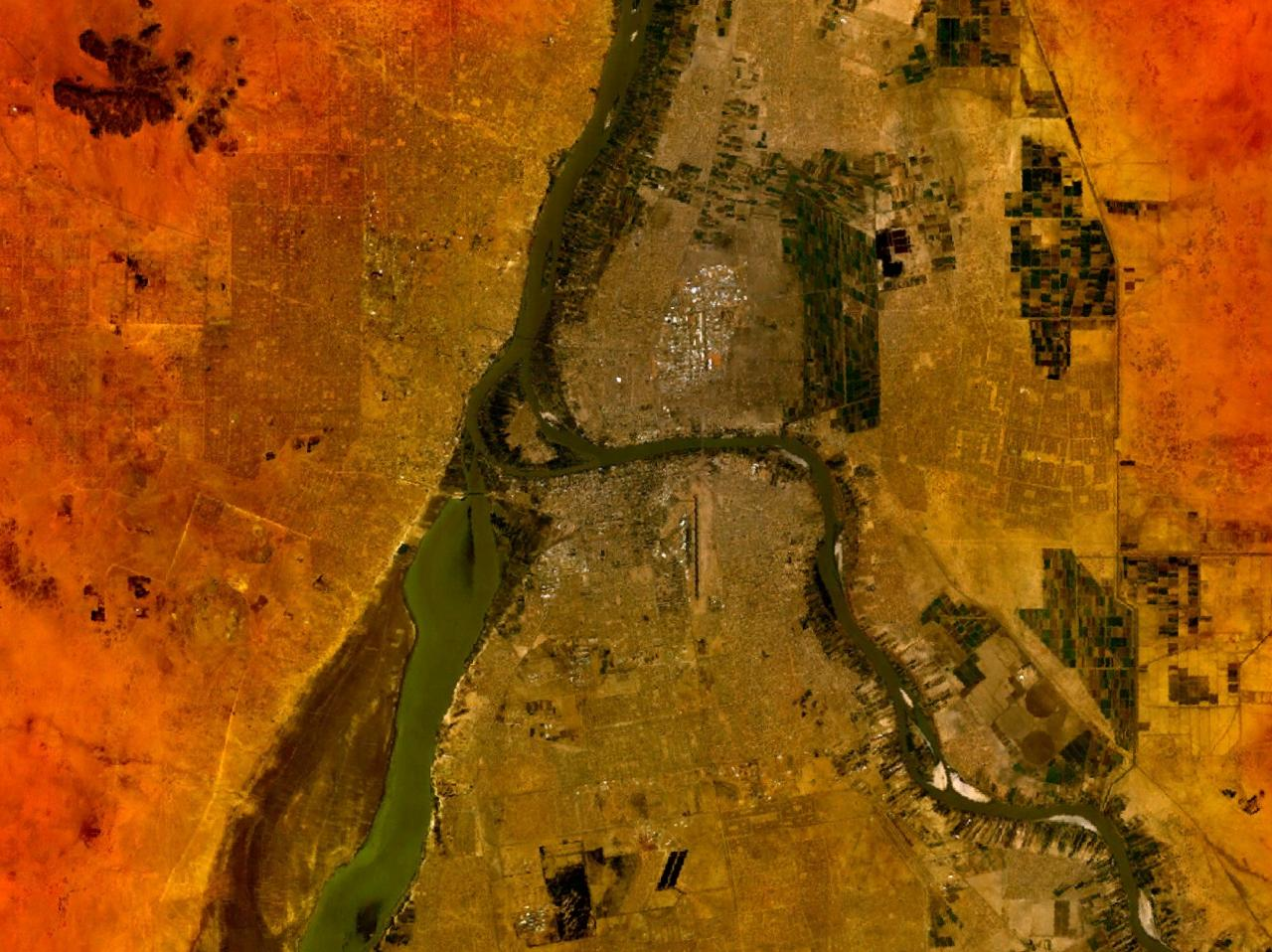
Satellitenbild von Khartum mit Omdurman und al-Chartum Bahri. Links unten der Weiße Nil, rechts der Blaue Nil, am Zusammenfluss in der Mitte die Tuti-Insel

Khartum ([ˈkartʊm, karˈtuːm], arabisch الخرطوم al-Chartūm, DMG al-Ḫarṭūm ‚der Elefantenrüssel‘, englische Schreibweise Khartoum) ist die Hauptstadt der Republik Sudan und des Bundesstaates al-Chartum.
In Folge des seit April 2023 andauernden Krieges im Sudan zwischen den Sudanesischen Streitkräften (SAF) und den paramilitärischen Rapid Support Forces (RSF) wurde Khartum weitgehend zerstört und entvölkert.

## Geographie

### Lage
Die Stadt liegt am Zusammenfluss des Weißen Nils mit dem Blauen Nil. Der Name al-Chartūm, „Elefantenrüssel“, wird auf den dortigen Flussverlauf an der Insel Tuti zurückgeführt.

### Klima
Die klimatischen Bedingungen in Khartum werden als Wüstenklima bezeichnet: es ist durchweg heiß und es gibt das ganze Jahr über quasi keinen Niederschlag außer zwischen Juli und September. Im Jahresmittel beträgt die Temperatur 29,9 °C und es fallen in Summe 121 Millimeter Niederschlag. Die Klimaklassifikation nach Köppen und Geiger lautet BWh.
|                       | Jan  | Feb  | Mär  | Apr  | Mai  | Jun  | Jul  | Aug  | Sep  | Okt  | Nov  | Dez  |   |       |
| Mittl. Tagesmax. (°C) | 30,7 | 32,6 | 36,5 | 40,4 | 41,9 | 41,3 | 38,5 | 37,6 | 38,7 | 39,3 | 35,2 | 31,7 | ⌀ | 37    |
| Mittl. Tagesmin. (°C) | 15,6 | 16,8 | 20,3 | 24,1 | 27,3 | 27,6 | 26,2 | 25,6 | 26,3 | 25,9 | 21,0 | 17,0 | ⌀ | 22,8  |
|                       |      |      |      |      |      |      |      |      |      |      |      |      |   |       |
| Niederschlag (mm)     | 0,0  | 0,0  | 0,1  | 0,0  | 3,9  | 4,2  | 29,6 | 48,3 | 26,7 | 7,8  | 0,7  | 0,0  | Σ | 121,3 |
|                       |      |      |      |      |      |      |      |      |      |      |      |      |   |       |
| Sonnenstunden (h/d)   | 10,2 | 10,5 | 10,2 | 10,6 | 10,0 | 9,3  | 8,7  | 8,8  | 9,1  | 9,9  | 10,1 | 10,3 | ⌀ | 9,8   |
|                       |      |      |      |      |      |      |      |      |      |      |      |      |   |       |
| Regentage (d)         | 0,0  | 0,0  | 0,1  | 0,0  | 0,9  | 0,9  | 4,0  | 4,2  | 3,4  | 1,2  | 0,0  | 0,0  | Σ | 14,7  |
|                       |      |      |      |      |      |      |      |      |      |      |      |      |   |       |
| Luftfeuchtigkeit (%)  | 27   | 22   | 17   | 16   | 19   | 28   | 43   | 49   | 40   | 28   | 27   | 30   | ⌀ | 28,9  |

| 15,6 |

| 16,8 |

| 20,3 |

| 24,1 |

| 27,3 |

| 27,6 |

| 26,2 |

| 25,6 |

| 26,3 |

| 25,9 |

| 21,0 |

| 17,0 |

| 15,6 |

| 16,8 |

| 20,3 |

| 24,1 |

| 27,3 |

| 27,6 |

| 26,2 |

| 25,6 |

| 26,3 |

| 25,9 |

| 21,0 |

| 17,0 |

## Bevölkerung
Khartum hat knapp 2,7 Millionen Einwohner in der eigentlichen Stadt und 8.363.915 Einwohner (Berechnung 2007) in der Agglomeration mit Omdurman und al-Chartum Bahri. Damit ist Khartum die fünftgrößte Agglomeration in Afrika. Allein die Verwaltungseinheit Khartum weist nach Berechnungen 2012 5.827.729 Einwohner auf.
Bevölkerungsentwicklung:
| Jahr              | Einwohner | Einwohner     |
| Jahr              | Stadt     | Agglomeration |
| ----------------- | --------- | ------------- |
| 1907 (k. A.)      | 69.349    | k. A.         |
| 1956 (k. A.)      | 93.100    | 245.800       |
| 1973 (Zensus)     | 333.906   | 748.300       |
| 1983 (Zensus)     | 476.218   | 1.340.646     |
| 1993 (Zensus)     | 947.483   | 2.919.773     |
| 2007 (Berechnung) | 2.207.794 | 8.363.915     |
| 2012 (Berechnung) | 2.682.431 |               |

Aufgrund der Landflucht und des allgemein hohen Bevölkerungswachstums im Land schwillt die Agglomeration Khartum rasant an. Für 2050 wird mit einer Bevölkerung von 16 Millionen Einwohnern im Ballungsraum gerechnet und für 2100 sogar mit 57 Millionen Einwohnern.

## Geschichte

### Frühe Geschichte
Khartum wurde 1820 von den Ägyptern unter Mehemed Ali als Militärlager gegründet. Bald darauf siedelten sich Einheimische an, um den Handel mit den Ägyptern zu intensivieren. Nach dem Sturz des alten Handelszentrums Schandi konzentrierte sich der Handel Sudans in Khartum, das nun den gesamten Handel mit Elfenbein, Gummi arabicum, Tamarinden, Straußenfedern und Sklaven aus Zentralafrika mit dem Roten Meer vermittelte.

Khartum um 1880 vom Nil aus gesehen

Zum Ende des 19. Jahrhunderts wurde Khartum als zumeist aus elenden Lehmhäusern mit engen, krummen und schmutzigen Gassen beschrieben. Aus Ziegeln erbaut waren nur das große Haus des Gouverneurs, das einen weiten, mit Dattelpalmen geschmückten Vorplatz hatte, die 1847 gegründete österreichisch-apostolische Mission, die einzige Moschee, die koptische Kirche und einige Häuser der handeltreibenden Griechen und anderer Europäer, Levantiner und Araber. In der Stadt unterhielten Österreich-Ungarn und Großbritannien Konsulate und die Bevölkerung wird auf rund 50.000 Einwohner geschätzt, die zum allergrößten Teil aus Arabern bestand – daneben noch aus afrikanischstämmigen Sklaven, Levantinern, Griechen, Italienern, Franzosen und Briten.
Unter Ismail Pascha wurde die Stadt zur Hauptstadt Sudans und zum Sitz der Generalgouverneure (u. a. Gordon Pascha u. a.) erhoben.

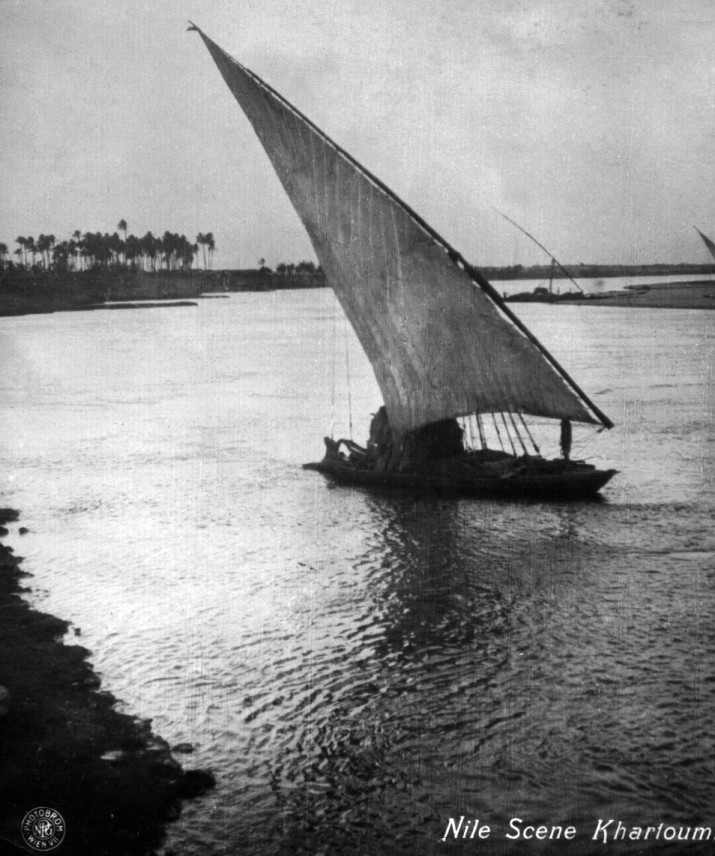
Der Nil bei Khartum um 1910

Von März 1884 an fand die Belagerung von Khartum im Zuge des Mahdi-Aufstandes statt. Zwei Tage bevor die britischen Entsatztruppen eintrafen, ließ der Mahdi am 26. Januar 1885 Khartum angreifen. Am Morgen traten 50.000 Mahdisten zum Angriff an, stürmten die Stadt und töteten Gordon Pascha, vermutlich im Gouverneurspalast. Der Mahdi gründete Khartum gegenüber, am westlichen Nilufer, in Omdurman eine neue Hauptstadt. Unter seinem Nachfolger Abdallahi ibn Muhammad wurde Khartum endgültig aufgegeben und verwandelte sich zur Geisterstadt. Erst 1898, nach der Niederschlagung des Mahdiaufstandes durch den britischen Sirdar Kitchener, wurde die Stadt wieder aufgebaut.
Im November 1924 brachten während der Sudankrise zwischen Großbritannien und dem seit 1922 unabhängigen Königreich Ägypten revolutierende ägyptisch-sudanesische Armeebataillone Teile der Stadt unter ihre Kontrolle. Die Revolte wurde aber von den Briten niedergeschlagen.

### Jüngere Geschichte
In den 1970er und 1980er Jahren war Khartum das Ziel von hunderttausenden Flüchtlingen, die Schutz vor den Konflikten in Tschad, Äthiopien und Uganda suchten. Diese siedelten sich in großen Slums in den Außenbezirken der Stadt an. Seit 1983 kamen Vertriebene aus Sudan selbst hinzu, als Folge des neu entbrannten Sezessionskrieges in Südsudan und des Darfur-Konfliktes.
Am 20. August 1998 wurde durch die Clinton-Regierung der USA die Bombardierung der Asch-Schifa-Arzneimittelfabrik auf der Gemarkung der Stadt al-Chartum Bahri veranlasst, da der Verdacht bestand, dort würden Komponenten für Chemiewaffen produziert.
Nach dem Tod von John Garang, dem Führer der SPLA, brachen am 1. und 2. August 2005 Unruhen in der Stadt aus, bei denen 75 Menschen ums Leben kamen und mehrere hundert verletzt wurden.
Am 14. September 2012 wurde die Deutsche Botschaft in der „53 Baladia Street“ gestürmt, in Brand gesteckt und teilweise zerstört. Die in der Nähe liegende britische Botschaft wurde ebenfalls angegriffen.
Im Jahr 2019 stürzte das Militär den Präsidenten al-Bashir nach monatelangen Protesten der Zivilbevölkerung. Als die Proteste nach der Amtsenthebung jedoch nicht abebbten, gingen die paramilitärischen RSF mit exzessiver Gewalt gegen die pro-demokratischen Demonstranten vor. Beim sogenannten Massaker von Khartum am 3. Juni 2019 starben insgesamt mehr als 100 Zivilisten.
Im April 2023 brachen in Khartum schwere Kämpfe zwischen der regulären sudanesischen Armee und den von Vize-Präsident Mohammed Hamdan Daglo geführten, paramilitärischen Rapid Support Forces aus. In der Folge wurde Khartum weitgehend zerstört und entvölkert. So verließ so gut wie die gesamte Mittelschicht und Elite die Stadt und nicht wenige sogar das Land. Anfang August 2023 berichtete die Hilfsorganisation Save the Children, in Khartum lägen tausende Leichen auf den Straßen.
Im September 2024 begann die reguläre Armee eine Gegenoffensive, um die Stadt aus der Kontrolle der RSF-Miliz zurückzuerobern. Mit Stand vom Februar 2025 kontrollierte die Armee Vororte und hatte eine Art Belagerungsring um das Stadtgebiet gebildet, das unter schwerem Artilleriefeuer lag. Anfang April 2025 nahm die Armee die Stadt vollständig ein. Der BBC zufolge ist das Stadtzentrum weitgehend zerstört.

## Wirtschaft & Infrastruktur

### Wirtschaft
Die Hauptstadt ist unter anderem Sitz der nationalen Wertpapierbörse – der Khartoum Stock Exchange.

### Infrastruktur
- Flughafen Khartum

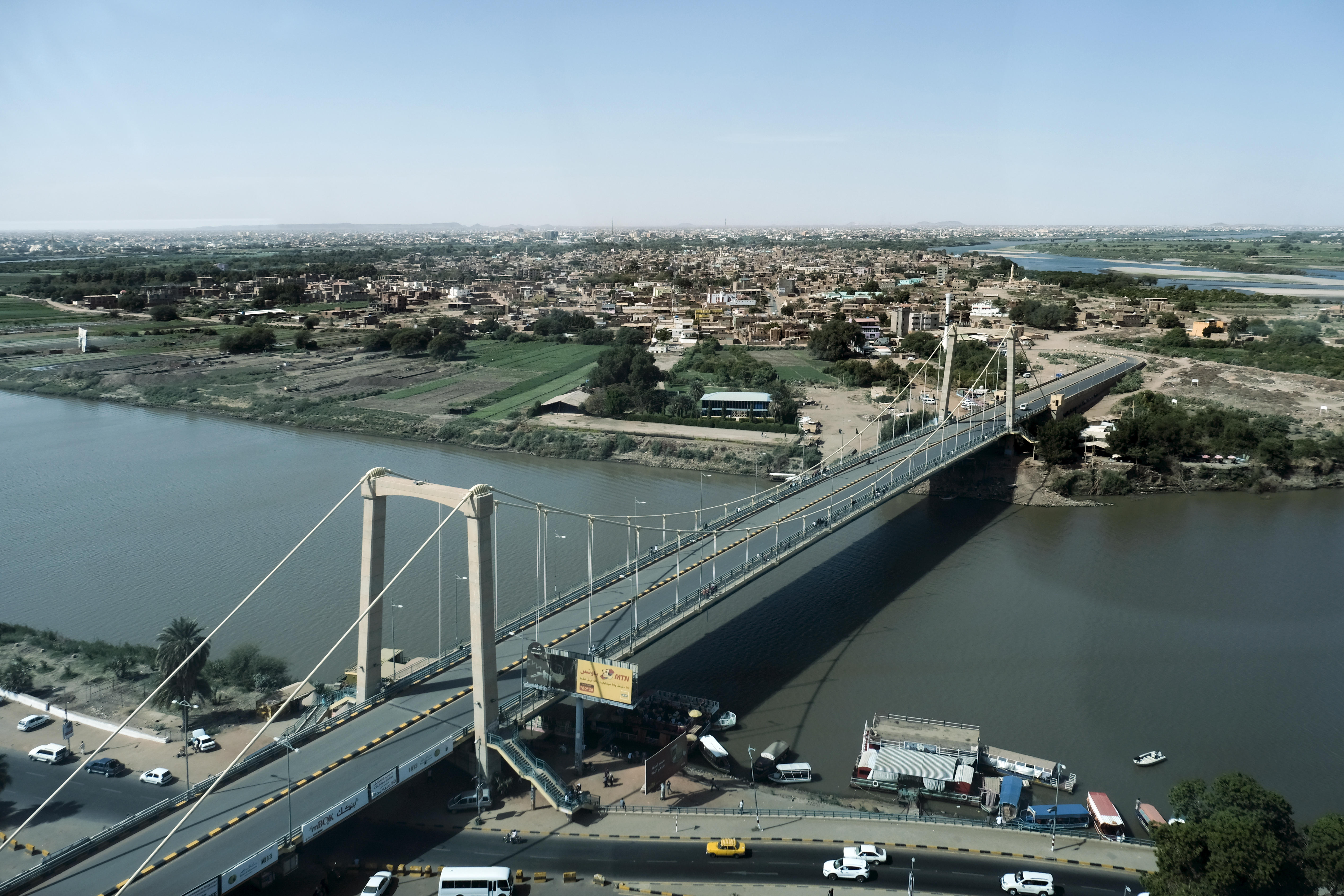
Tuti-Brücke über den Nil

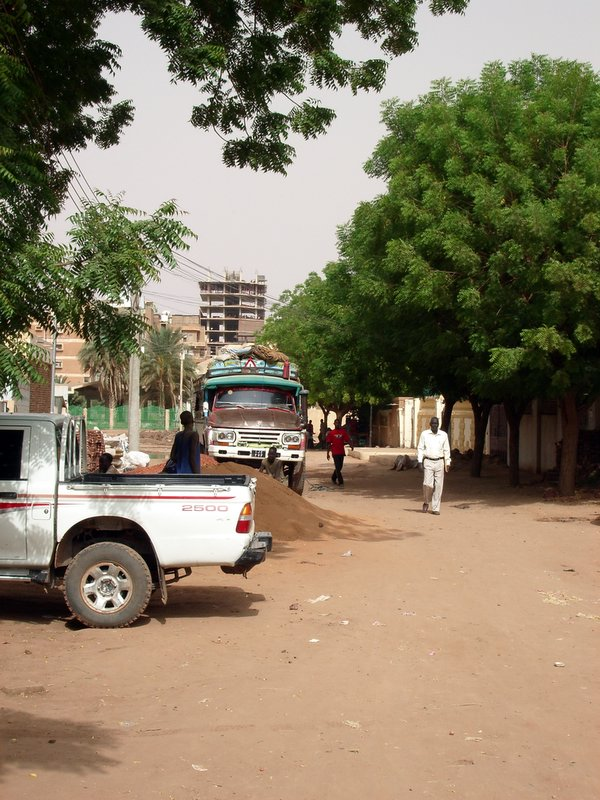
Seitenstraße in Khartum

- Brücken: Al-Mak-Nimr-Brücke, Alte Omdurman-Brücke, An-Nil-al-azraq-Brücke, Kubir-Brücke, Tuti-Brücke
- Bahnhof (15° 35′ 38″ N, 32° 31′ 36″ O) mit Eisenbahnlinien nach Norden bis Wadi Halfa und nach Südwesten über Kusti nach al-Ubayyid
- Stadion von Khartum

#### Al-Mogran Development Project
Das Al-Mogran Development Project ist ein Stadterweiterungsprojekt, das ein neues Stadtzentrum im Viertel Mogran am Zusammenfluss des Nil entwickeln soll und sich zum Teil am Vorbild Dubais orientiert.

#### Bildung

##### Universitäten
Dies ist eine unvollständige Liste von Hochschulen und Universitäten in Khartum:
- Alzaiem Al Azhari Universität
- Internationale Universität Afrikas
- Katholische Universität von Sudan
- Nile Valley Universität
- Open Universität von Sudan
- The Future Universität
- Universität Khartum
- Universität für Medizin Wissenschaft und Technologie
- Universität Sudan für Wissenschaft und Technologie

##### Weiterführende Schulen
Dies ist eine unvollständige Liste von weiterführenden Schulen in Khartum:
- Khartoum American School
- Khartoum International Community School
- Unity High School

## Sehenswürdigkeiten

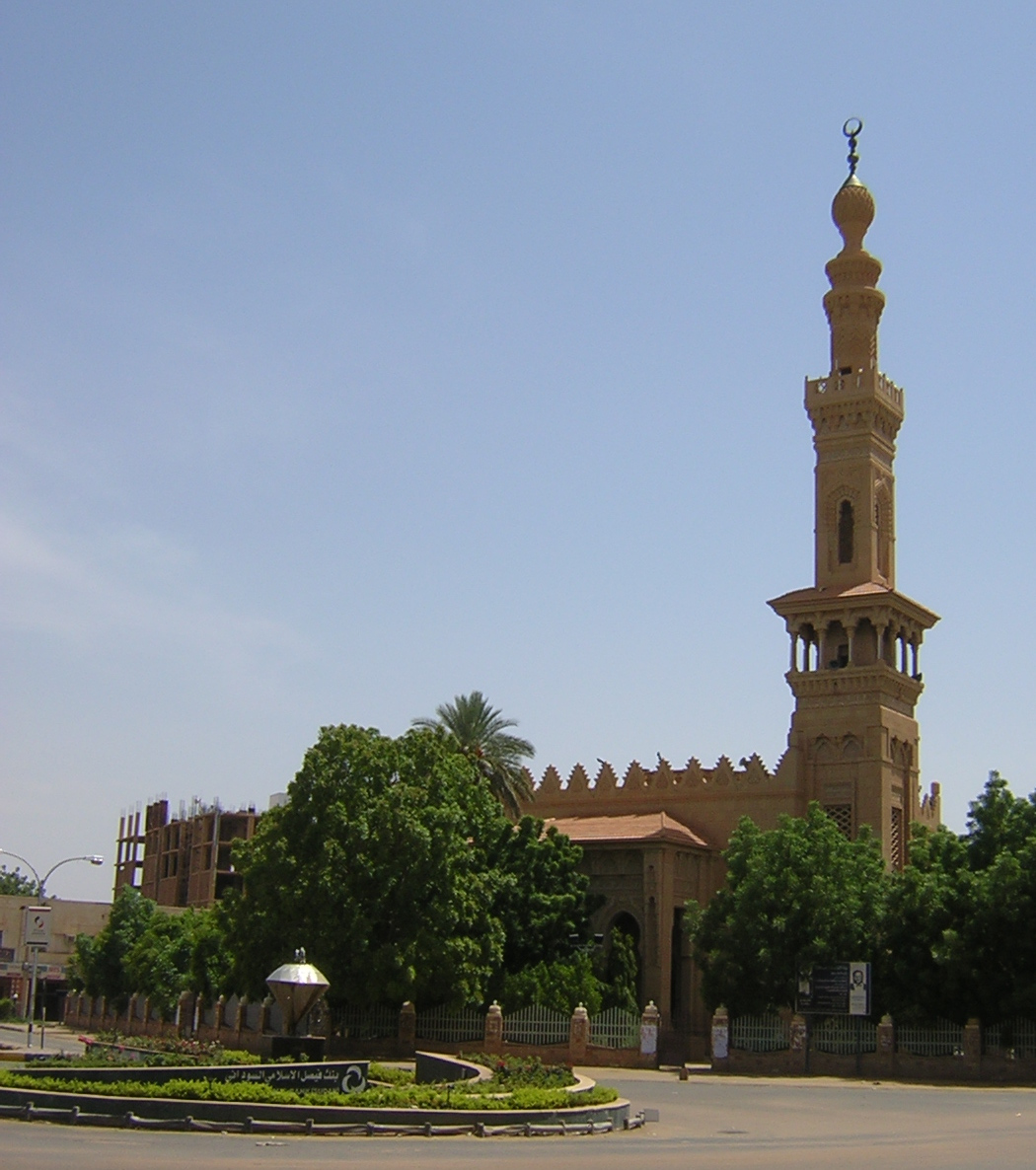
Die Faruq-Moschee, 1947 vom ägyptisch-sudanesischen König Faruq der Khartumer Bevölkerung geschenkt

- Große Moschee von Khartum, Faruq-Moschee, Asch-Schahid-Moschee
- Präsidentenpalast von Khartum
- Burj al-Fateh-Hotel
- Römisch-katholische Kathedrale von Khartum
- Allerheiligen-Kathedrale von Khartum
- Botanischer Garten
- Nationalmuseum Sudan, mit Relikten aus dem nubischen Reich von Kusch, einem Tempel der Hatschepsut und frühchristlichen Wandmalereien
- Museum der Alten Allerheiligen-Kathedrale von Khartum

## Lebensqualität
In der Rangliste der Städte nach ihrer Lebensqualität belegte Khartum im Jahr 2023 den 241. Platz unter 241 untersuchten Städten weltweit.

## Söhne und Töchter der Stadt
- Muhammad Nagib (1901–1984), ägyptischer Offizier und Politiker
- Andreas Voutsinas (1932–2010), griechischer Schauspieler und Regisseur
- Fatima Ahmed Ibrahim (1934–2017), sudanesische Frauenrechtlerin
- Macram Max Gassis (1938–2023), römisch-katholischer Geistlicher und Bischof von El Obeid
- Christopher Hawkesworth (* 1947), britischer Geochemiker und Geologe
- Nahid Toubia (* 1951), ägyptische Ärztin und Frauenrechtlerin
- Intisar el-Zein Soughayroun (* 1958), sudanesische Archäologin und Politikerin
- Leila Aboulela (* 1964), sudanesische Autorin
- Aamir Ageeb (1968–1999), sudanesischer Flüchtling, der bei seiner Abschiebung an Bord eines Lufthansa-Flugzeuges an den Folgen einer vorsätzlichen Körperverletzung durch Polizeibeamte starb
- Sami Al-Haj (* 1969), sudanesischer Kameramann, der sechs Jahre ohne Anklage und Gerichtsverfahren im Gefangenenlager der Guantanamo Bay Naval Base auf Kuba gefangen gehalten wurde
- Abdourahamane Oumarou (* 1974), nigrischer Medienunternehmer und Politiker
- Sami Omar (1978–2021), deutscher Autor, Moderator, Redner und Referent für Diskriminierungs- und Rassismusfragen
- Richard Justin (* 1979), südsudanesischer Fußballspieler
- Fatin Abbas (* 1982), sudanesisch-US-amerikanische Schriftstellerin
- Ismail Ahmed Ismail (* 1984), sudanesischer Mittelstreckenläufer
- Nagmeldin Ali Abubakr (* 1986), Sprinter
- Nawal El Jack (* 1988), sudanesische Sprinterin
- Eddy Sidra (* 1989), kanadischer Fußballspieler
- Musab Kheder (* 1993), katarisch-sudanesischer Fußballspieler
- Peter Bol (* 1994), australischer Leichtathlet
- Abubaker Haydar Abdalla (* 1996), katarischer Mittelstreckenläufer
- Abo Eisa (* 1996), englisch-sudanesischer Fußballspieler
- Wenyen Gabriel (* 1997), südsudanesisch-US-amerikanischer Basketballspieler
- Marco Arop (* 1998), kanadischer Leichtathlet
- Meshaal Barsham (* 1998), katarischer Fußballspieler
- Alou Kuol (* 2001), australisch-sudanesischer Fußballspieler

## Städtepartnerschaften
- Ankara, Türkei seit 1992[17]
- Amman, Jordanien seit 1993[18]
- Wuhan, Volksrepublik China seit 1995[19]
- Istanbul, Türkei seit 2001[20]